# Sister Princess
Sister Princess (яп. シスター・プリンセス Сисута: Пуринсэсу) — манга Наото Тэнхиро и Сакурако Кимино и два аниме-сериала, снятых по её мотивам. Сюжет произведений повествует о Ватару Минаками и двенадцати живущих с ним девушках.

## Сюжет
Юный Ватару попал на остров к 12 девочкам-сёстрам, каждая из которых пытается его защитить и общаться с ним. Но при этом девочки никогда не ссорятся.

## Персонажи

### Сёстры
Шесть из сестёр говорят о себе в третьем лице: Ариа, Хинако, Кахо, Карэн, Сираюки и Ёцуба.
- Ариа (亞里亞 — деревенька) — очень маленькая и миленькая девочка, умеющая заплакать по любому поводу, говоря перед этим «Кусу». Приехала из Франции. Очень любит конфеты и постоянно ходит в милых платьях с рюшечками и кружевами. Называет брата Нии-я («-я» как многие маленькие дети называют братьев). Говорит по-японски очень медленно. Рост: 138 см. Дата рождения 2 ноября.

Сэйю: Нана Мидзуки
- Тикагэ (千影 — тысяча теней) — спокойная, тихая, безучастная и мистическая. Любит готику. Хорошо умеет гадать, кроме того, религиозна. С ней часто связываются кресты и бабочки. Брата зовёт Ани-кун («кун» — так называют мальчиков-ровесников). Рост: 157 см. Дата рождения 6 марта.

Сэйю: Аяко Кавасуми
- Харука (春歌 — весенняя мелодия) — приехав из Германии, Харука решила стать настоящей японской леди (Ямато Надэсико). Она постоянно носит японскую одежду и хорошо знает правила чайной церемонии. Освоила виды японского оружия (нагината, дайкуи). Брата зовёт Анигими-сама («кимисама» — так называют почтенных людей той же группы крови). Рост: 156 см. Дата рождения 16 мая.

Сэйю: Юми Какадзу
- Хинако (雛子 — малыш) — самая маленькая из сестёр, и поэтому часто проявляет детскую благосклонность. Называет брата Они-тама, а себя — Хиной. Рост: 132 см. Дата рождения 15 августа.

Сэйю: Тиэми Тиба
- Кахо (花穂 — лепесток цветка) — немного неуклюжа, но всё же старается быть очень общительной. Любит разводить цветы. Называет своего брата Онии-тяма («-тяма» — более детская версия Онии-сама). Рост: 143 см. Дата рождения 7 января.

Сэйю: Хисаё Мотидзуки
- Карэн (可憐 — милашка) — милая и кроткая. Хорошо умеет играть на фортепиано. В небольших рассказах у Карэн есть кот Ванилла. Брата называет Онии-тян. Рост: 152 см. Дата рождения 23 сентября.

Сэйю: Нацуко Куватана
- Мамору (衛 — хранитель) — самая спортивная из сестёр, и всегда заставляет заниматься с ней спортом своего брата. Её часто можно спутать с Ринрин из-за причёски и манеры носить очки. По характеру Мамору очень похожа на мальчика. Брата называет Ании. Рост: 150 см. Дата рождения 18 октября.

Сэйю: Юмико Кобаяси
- Мариэ (鞠絵 — воспитанный портрет) — имея слабое здоровье, Мариэ провела много времени в больнице. У неё есть пёс Михаэль, золотистый ретривер, который служит ей другом и защитником, когда рядом нет брата. Зовёт брата Аниуэ-сама («-уэсама» используется в королевской семье, или как знак уважения). Рост: 148 см. Дата рождения 4 апреля.

Сэйю: Рёка Юдзуки
- Ринрин (鈴凛 — смелый звонок) — отлично разбирается в технике и увлекается ею. Позже, Ринрин даже создала своего робота «Меха Ринрин». Называет своего брата Аники. Рост: 152 см. Дата рождения 9 июля.

Сэйю: Тиро Кандзаки
- Сакуя (咲耶 — цветение) — самая старшая и модная из сестёр. Старается казаться брату не сестрой, а женщиной. Называет брата Онии-сама (используется как восхищение). Рост: 159 см. Дата рождения 20 декабря.

Сэйю: Юи Хориэ
- Сираюки (白雪 — Белоснежка) — очень хорошо готовит, особенно для брата, всегда стараясь его чем-нибудь удивить. Называет себя «Принцессой». Часто кончает разговор фразой «дэсу но». Называет брата Нии-сама. Рост: 140 см. Дата рождения 11 февраля.

Сэйю: Юмико Ёкотэ
- Ёцуба  (四葉 — четырёхлистник) — приехав из Англии, Ёцуба старается походить на Шерлока Холмса. Её можно увидеть с камерой или лупой в руке, когда она шпионит за своим братом. Называет брата Ании-тяма (как Кахо, но с английским акцентом). Рост: 149 см. Дата рождения 21 июня.

Сэйю: Томоэ Хамба

### Брат
- Ватару Минаками (海神 航).

Сэйю: Кэндзи Нодзима

## Медия

### Манга
Впервые манга была выпущена в 1999 году в ежемесячном журнале «Dengeki G's Magazine». Сначала в ней было только 9 сестёр и только в марте 2000 года появились три новых персонажа: Харука из Германии, Ёцуба из Англии и Ариа из Франции. В марте 2001 года вышли игра и оригинальный артбук. Игра заняла третье место по продажам в Японии, собирая при этом 6800 иен (9800 — за лицензионное издание). Новые главы манги в июле этого же года стали печататься в «Dengeki G’s». С апреля 2002 года по сентябрь 2003 в выпуске манги наблюдался перерыв.

### Игры
В 2001 году вышли игры «Sister Princess». Суть этих игр проста — мальчик (игрок) должен проводить некоторое время с 12 сёстрами. В игре каждый день делится на три периода — утро (до 12), день (до 6) и вечер.
Список игр:
- Sister princess (Сестра-принцесса) — 2001
- Sister princess — Pure stories (Сестра принцесса — настоящие истории) — 2001
- Sister princess Premium edition (Сестра принцесса премиум) — 2002
- Sister Princess 2 (Сестра принцесса 2) — 2002
- Совместный выпуск «Sister Princess» и «Sister Princess — Pure Stories» — 2003
- Sister Princess — Re Pure (для Gameboy) — 2003
- Sister Princess 2 Premium Fan Disc (Сестра принцесса премиум фан-диск) — 2003

## Причечание
- Morrissy, Kim. How Oreimo Made Little Sisters a Big Deal. Anime News Network (10 мая 2017).